# Stanisław Jagmin
Stanisław Jagmin herbu Pelikan (ur. 30 kwietnia 1875 w Ossie, pow. opoczyńskim, zm. 3 września 1961 w Warszawie) – polski rzeźbiarz i ceramik.

## Życiorys
Pochodził z ziemiańskiej rodziny Kaliksta i Fanny z Aulok-Mielęckich. Szkołę średnią ukończył w Łowiczu. Krótko pracował w Warszawie jako kontroler w fabryce platerów Frageta. W roku 1898 rozpoczął studia w Akademii Krakowskiej. Studiował rzeźbę i ceramikę w pracowni Konstantego Laszczki. W latach 1904–1905 przebywał w Paryżu w Académie Julian i praktykował w Sèvres u braci Mougin oraz w wytwórniach ceramicznych w Miśni i Wiedniu.

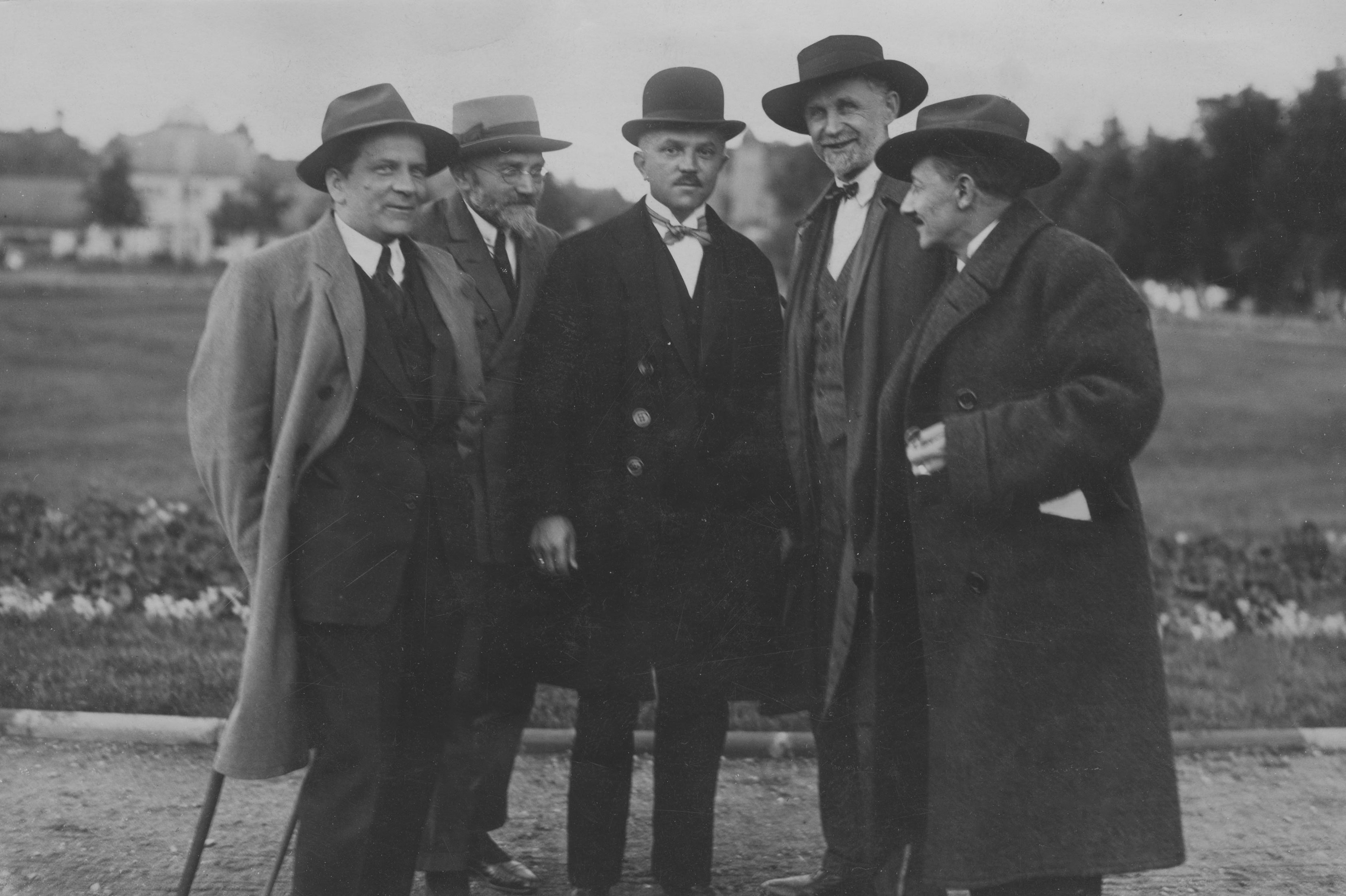
Grupa artystów plastyków ze zrzeszenia Świt w Poznaniu: Stanisław Jagmin (2. z prawej), Władysław Roguski (z lewej), Karol Maszkowski (z prawej), Wiktor Gosieniecki (2. z lewej), Władysław Marciniec - dyrektor ogrodów miejskich w Poznaniu (w środku).

W latach 1903–1906 wznowił działalność radziwiłłowskiej manufaktury ceramiki w Nieborowie k. Łowicza. Tworzył w niej nieszkliwioną ceramikę nawiązującą do pochodzących z wykopalisk form słowiańskich i celtyckich oraz secesyjne wyroby szkliwione wielobarwnie. W roku 1909 uruchomił w Warszawie, pierwszą w Polsce, całkowicie zmechanizowaną kaflarnię. W 1918 kierował fabryką wyrobów artystycznych w Chodzieży. W latach 1918–1919 wykładał estetykę filmową w pierwszej w Polsce prywatnej szkole filmowej Modzelewskiego w Warszawie. W 1919 został mianowany profesorem Państwowej Szkoły Sztuk Zdobniczych i Przemysły Artystycznego w Poznaniu, gdzie pełnił funkcję kierownika Wydziału Rzeźby i Ceramiki (1920–1925) oraz Wydziału Ceramiki (1925–1936). Współorganizował fabryki ceramiki w Chodzieży i Ostrzeszowie. W 1926 wystawił swoją rzeźbę „Biust p. D” w Miejskiej Galerii Sztuki w Łodzi.
Po II wojnie światowej, w latach 1944–1952 był konserwatorem w Zarządzie Miasta Stołecznego Warszawy i zajmował się odbudową pomników oraz rzeźb parkowych.
Dwukrotnie żonaty. Pierwszą żoną była Irma Boex, zaś drugą Kazimiera Lubeńska.
Zmarł w Warszawie, pochowany na cmentarzu na Tarchominie.

## Twórczość

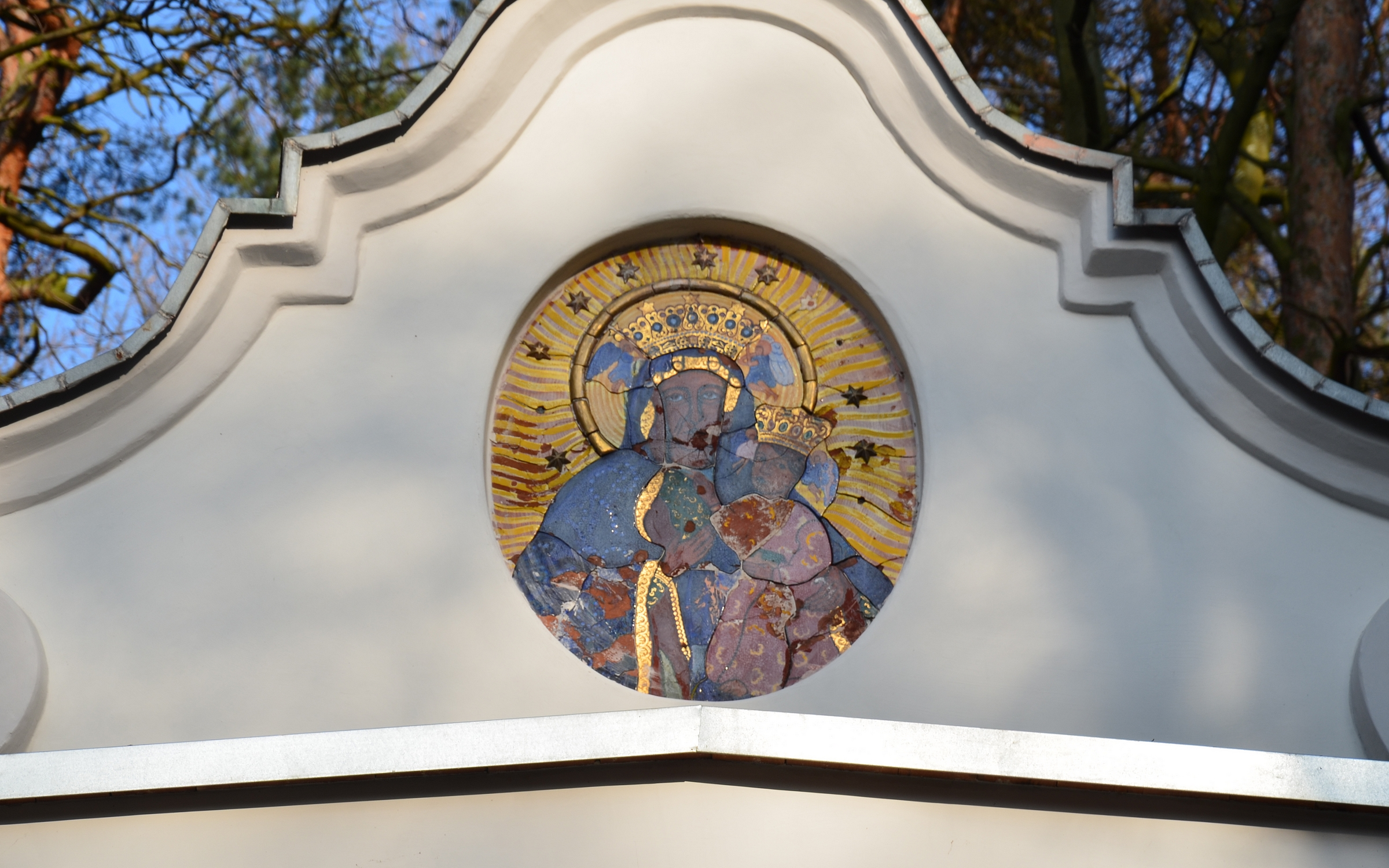
Panneaux ceramiczne Matka Boska Częstochowska na kaplicy ku czci poległych w Brodnicy.

Jagmin był niestrudzonym eksperymentatorem  w dziedzinie technologii ceramicznych i ich zastosowania w architekturze. Początek jego twórczości przypada na okres secesji. W tym czasie tworzył naczynia i rzeźby ceramiczne pokryte szkliwami typu flambé, tworzącymi wielobarwne, kontrastowe nacieki. Typowym przykładem twórczości z tego okresu jest rzeźba „Kobieta na ślimaku”. W 1906 roku w warszawskim Towarzystwie Zachęty Sztuk Pięknych odbyła się wystawa dzieł Stanisława Jagmina. Po raz pierwszy w gmachu „Zachęty” wystawiono ceramikę. Jagmin zawsze sprzeciwiał się podziałowi na sztukę czystą i stosowaną.

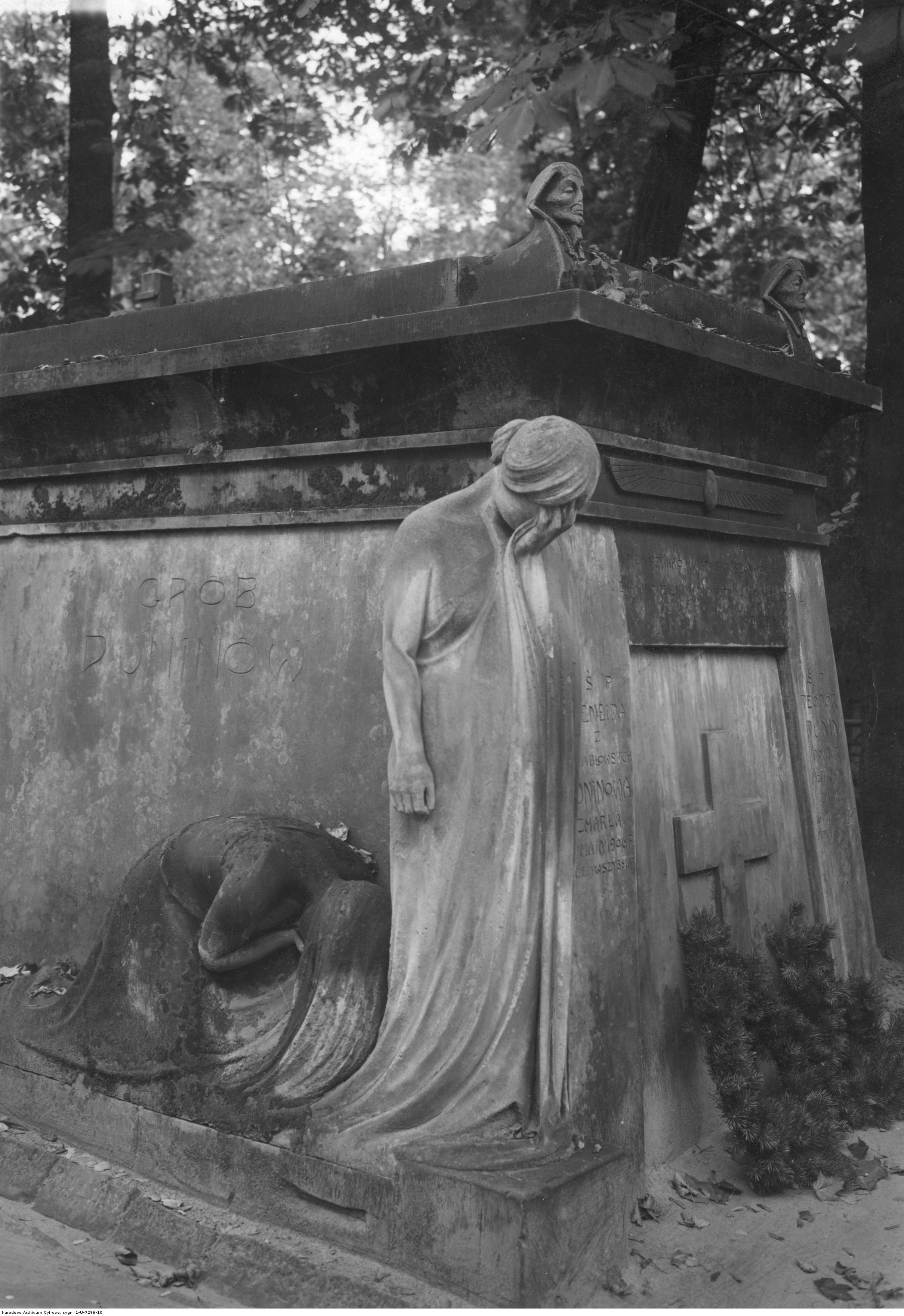
Grobowiec rodziny Duninów na Powązkach, 1925.

Po okresie fascynacji secesją, późniejsza twórczość bliższa jest klasycyzmowi. W 1937 w parku im. Karola Marcinkowskiego w Poznaniu stanął pomnik dla uczczenia Antoniego Malczewskiego Pożegnanie Wacława z Marią, noszący cechy akademizmu (został zniszczony w 1939 roku). Również w Poznaniu, spod ręki artysty wyszedł pierwotny (nieistniejący) pomnik Powstańców Wielkopolskich na Górczynie.

## Ordery i odznaczenia
- Złoty Krzyż Zasługi (dwukrotnie: 29 kwietnia 1930[7], 11 lipca 1955[8])

## Upamiętnienie
Od 1961 na Tarchominie w warszawskiej dzielnicy Białołęka, w pobliżu miejsca spoczynku artysty, znajduje się ulica Stanisława Jagmina.